# Once Again (UP-BEATの曲)
「Once Again」(ワンス アゲイン)は、UP-BEATの8枚目のシングルである。

## 解説
- 4枚目のアルバム『UNDER THE SUN』からの先行シングル。

## 収録曲
| 全作詞・作曲: 広石武彦・柳川英巳、全編曲: UP-BEAT・佐久間正英。 |                     |                     |                     |      |
| #                                                               | タイトル            | 作詞                | 作曲・編曲          | 時間 |
| 1.                                                              | 「Once Again」      | 広石武彦 ・柳川英巳 | 広石武彦 ・柳川英巳 | 4:01 |
| 2.                                                              | 「Within Yourself」 | 広石武彦 ・柳川英巳 | 広石武彦 ・柳川英巳 | 4:48 |